# Грант Гъстин
Томас Грант Гъстин (на английски: Thomas Grant Gustin), по-известен като Грант Гъстин, е американски актьор, певец и танцьор. Известен е с ролите си на Бари Алън/Светкавицата от сериала „Светкавицата“ и на Себастиан Смайт от „Клуб Веселие“.

## Кариера
По време на гимназиалните си години Грант учи в училище за театрални изкуства в Норфолк, щата Вирджиния. През 2008 г. завършва „Гранди гимназия“ и продължава да присъства в театралната програма „BFA Music“ в университета „Елон“ в Северна Каролина в продължение на две години. Напуска училище, за да влезе в ролята на Бейби Джон в бродуейската интерпретация на „Уестсайдска история“.
На 8 ноември 2011 г. дебютира в телевизионния сериал „Клуб „Веселие““ в ролята на Себастиан Смайт. Той първоначално участва на прослушване за роля като танцьор, но не успява да получи ролята. Започва снимките на 26 септември 2011 г., след като завършва последното си изпълнение в петък вечер на мюзикъла „Уестсайдска история“.
На 13 септември 2013 г. е обявено, че ще играе Бари Алън във втория сезон на „Стрелата“. Първоначално е планирано да се появи в три епизода, последният служи като вратичка на пилота за потенциалния спиноф „Светкавицата“. Въпреки това идеята отпада в полза на самостоятелен сериал, озаглавен „Светкавицата“. Сериалът е с първоначално планирани тринадесет епизода и премиерата му на 7 октомври 2014 г. привлича 4,8 милиона зрители, което е най-големият брой зрители за премиера за канала The CW през последните пет години. Две седмици по-късно е взето решение за пълен сезон от 23 епизода. На 11 януари 2015 г. сериалът е подновен за втори сезон, на който премиерата му е на 6 октомври 2015 година. Сериалът е подновен и за трети, четвърти, пети, шести, седми, осми и девети сезон, който се води последен.

## Личен живот
През януари 2016 г. Гъстин започва да се среща с Андреа LA Тома. Двойката обявява годежа си на 29 април 2017 г. Женят се на 15 декември 2018 г. На 11 февруари 2021 двойката обявява, че очакват първото си дете, което е момиче.

## Филмография

### Филми
| Година | Заглавие                                    | Роля                    | Бележки                                   |
| ------ | ------------------------------------------- | ----------------------- | ----------------------------------------- |
| 2003   | Kid Fitness Jungle Adventure Exercise Video | Подходящо за клуба дете | Директно на DVD                           |
| 2004   | Rain                                        | Логан                   | Студентски филм на Регентския университет |
| 2012   | A Mother's Nightmare                        | Крис Стюарт             | Телевизионен филм                         |
| 2014   | Affluenza                                   | Тод Гудмън              |                                           |
| 2015   | Superhero Fight Club                        | Бари Алън/Светкавицата  | Кратко видео                              |
| 2016   | Superhero Fight Club 2.0                    | Бари Алън/Светкавицата  | Кратко видео                              |
| 2017   | Vixen: The Movie                            | Бари Алън/Светкавицата  | Анимация                                  |
| 2018   | Krystal                                     | Кембъл Огбърн           |                                           |
| 2018   | Tom and Grant                               | Грант                   | Късометражен филм                         |
| 2022   | Спасението на Руби                          | Дан                     | филм на Нетфликс                          |
| 2023   | Puppy Love                                  | Макс                    |                                           |
|        | Operation Blue Eyes                         | Бари Кийнан             | Предстоящ проект                          |

### Сериали
| Година      | Заглавие                      | Роля                     | Бележки                              |
| ----------- | ----------------------------- | ------------------------ | ------------------------------------ |
| 2006        | Свърталище на духове          | Гаджето на Стейси        | Сезон 2 Епизод 5: „Гладни призраци“  |
| 2011 – 2013 | Клуб „Веселие“                | Себастиан Смайт          | 7 епизода                            |
| 2012        | От местопрестъплението: Маями | Скот Ферис/ Трент Бъртън | Сезон 10 Епизод 13: „Крайна скорост“ |
| 2012        | Клуб „Веселие“: Проектът      | Себе си                  | Сезон 2 Епизод 7 и Сезон 2 Епизод 11 |
| 2013        | 90210                         | Кембъл Прайс             | 8 епизода                            |
| 2013 – 2020 | Стрелата                      | Бари Алън/Светкавицата   | 14 епизода                           |
| 2014 – 2023 | Светкавицата                  | Бари Алън/Светкавицата   | Главна роля                          |
| от 2016     | Супергърл                     | Бари Алън/ Светкавицата  | 5 епизода                            |
| от 2016     | Легендите на утрешния ден     | Бари Алън/ Светкавицата  | 4 епизода                            |
| от 2019     | Батуомън                      | Бари Алън/ Светкавицата  | Сезон 1 Епизод 9                     |
| 2023        | Титани                        | Бари Алън/ Светкавицата  | Сезон 4 Епизод 9                     |

### Уеб сериали
| Година      | Заглавие                  | Роля                   | Бележки         |
| ----------- | ------------------------- | ---------------------- | --------------- |
| 2015 – 2016 | Лисицата                  | Бари Алън/Светкавицата | глас; 8 епизода |
| 2017        | Freedom Fighters: The Ray | Тъмната Светкавица     | глас            |

### Театър
| Година      | Заглавие            | Роля      | Бележки                  |
| ----------- | ------------------- | --------- | ------------------------ |
| 2010 – 2011 | Уестсайдска история | Бебе Джон | Бродуей възрожденски тур |

## Дискография
| Заглавие                                 | Година | Албум                                      |
| ---------------------------------------- | ------ | ------------------------------------------ |
| Uptown Girl                              | 2011   | Glee: The Music, Volume 7                  |
| Bad                                      | 2012   | Glee: The Music, The Complete Season Three |
| Smooth Criminal с Ная Ривера             | 2012   | Glee: The Music, The Complete Season Three |
| I Want You Back                          | 2012   | Glee: The Music, The Complete Season Three |
| Stand                                    | 2012   | Glee: The Music, The Complete Season Three |
| Glad You Came                            | 2012   | Glee: The Music, The Complete Season Three |
| Live While We're Young                   | 2012   | Glee: The Music, Season 4, Volume 1        |
| Whistle                                  | 2012   | Glee: The Music, Season 4, Volume 1        |
| Dark Side                                | 2012   | Glee: The Music, Season 4, Volume 1        |
| Summer Nights                            | 2015   | Светкавицата – Песен от Сезон 1 Епизод 12  |
| Super Friend с Мелиса Беноист            | 2017   | Светкавицата – Песни от Сезон 3 Епизод 17  |
| Runnin’ Home to You                      | 2017   | Светкавицата – Песни от Сезон 3 Епизод 17  |
| Half Scary, Half Weasel (Makes No Sense) | 2018   | Tom and Grant                              |